# Municipio de Egypt (Carolina del Norte)
El municipio de Egypt (en inglés: Egypt Township) es un municipio ubicado en el  condado de Yancey en el estado estadounidense de Carolina del Norte. En el año 2010 tenía una población de 585 habitantes.

## Geografía
El municipio de Egypt se encuentra ubicado en las coordenadas 35°59′2.4″N 82°24′28.48″O / 35.984000, -82.4079111.